# Вурман-Пилемчи
Вурман-Пилемчи (чув. Вăрман Пилемĕч) — деревня в Мариинско-Посадском муниципальном округе Чувашской Республики.  С 2004 до 2023 года входила  в состав Карабашского сельского поселения. С 2023 года входит в состав Карабашский территориальный отдел.

## География
Находится в северо-восточной части Чувашии, на расстоянии приблизительно 17 км на юго-восток от районного центра города Мариинский Посад.

## История
Известна с 1858 года как околоток деревни Девлетгильдино с 113 жителями. В 1897 году было учтено 185 жителей, в 1926 – 54 двора, 288 жителей, в 1939 – 301 житель, в 1979 – 233. В 2002 году было 66 дворов, 2010 – 54  домохозяйства. В 1931 году был образован колхоз «Сельмаш», в 2010 году действовало ООО «Сувар».

## Население
Постоянное население составляло 146 человек (чуваши 97%) в 2002 году, 137 в 2010.